# Cambio climático y pobreza

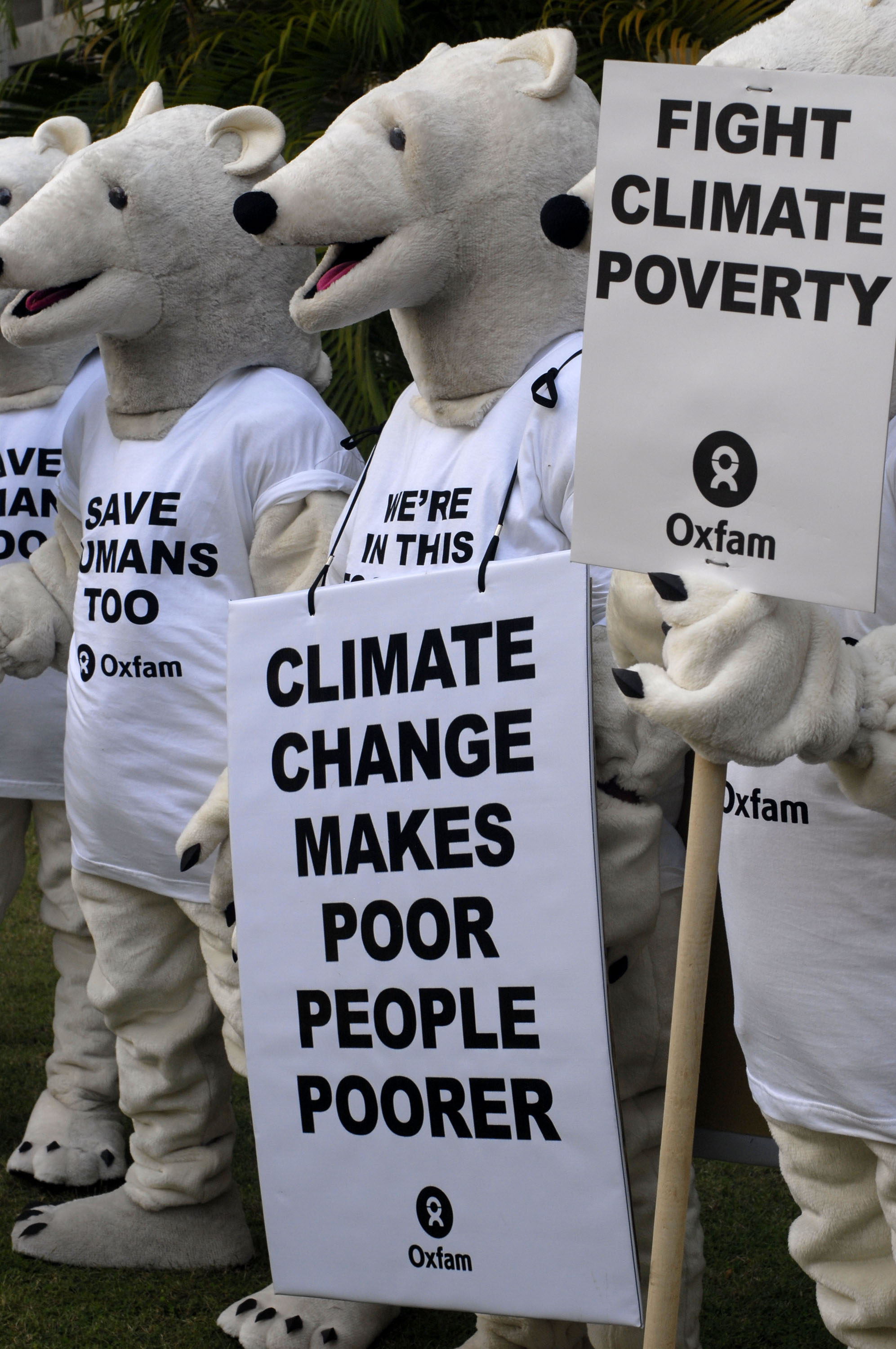
Manifestación contra la pobreza climática (2007)

Cambio climático y pobreza están profundamente entrelazados porque el primero afecta desproporcionadamente a las personas pobres en comunidades de bajos ingresos y países en desarrollo en todo el mundo. Las personas empobrecidas tienen mayores posibilidades de sufrir los efectos nocivos del cambio climático debido a su mayor exposición y vulnerabilidad. La vulnerabilidad representa el grado en que un sistema es susceptible o incapaz de afrontar los efectos adversos del cambio climático, incluida la variabilidad climática y los fenómenos extremos.
El cambio climático agrava enormemente las desigualdades existentes a través de sus efectos en la salud, en la economía y en los derechos humanos. El Cuarto Informe de Evaluación Nacional del Clima del Grupo Intergubernamental de Expertos sobre el Cambio Climático (IPCC, por sus siglas en inglés) concluyó que las personas y comunidades de bajos ingresos están más expuestas a los riesgos ambientales y la contaminación y tienen más dificultades para recuperarse de los impactos del cambio climático. Por ejemplo, las comunidades de bajos ingresos tardan más en reconstruirse después de un desastre natural. Según el Programa de las Naciones Unidas para el Desarrollo, los países en desarrollo sufren el 99% de las consecuencias atribuibles al cambio climático.
El impacto de los distintos países en el cambio climático también varía según su etapa de desarrollo; los 50 países menos desarrollados del mundo contribuyen con un 1% a las emisiones de gases de efecto invernadero, que son un subproducto del calentamiento global. Además, el 92% de las emisiones acumuladas de gases de efecto invernadero se pueden atribuir a los países del Norte Global, que comprenden el 19% de la población mundial, mientras que el 8% de las emisiones se atribuyen a los países del Sur Global, que sufren las consecuencias más graves del aumento de la temperatura a nivel global.
Las cuestiones de justicia climática y justicia distributiva son centrales en las opciones de políticas sobre el calentamiento global. Se pueden emplear muchas herramientas de política para resolver problemas ambientales, como el análisis costo-beneficio; sin embargo, dichas herramientas generalmente no abordan tales temas pues suelen ignorar cuestiones de distribución justa y los efectos del medio ambiente sobre los derechos humanos.

## Conexión con la pobreza

Las estimaciones de los daños al PIB varían ampliamente, e incluso este enfoque para predecir los daños no considera los impactos de los puntos de inflexión climáticos, los fenómenos extremos impulsados por el clima, los impactos en la salud humana, los conflictos impulsados por los recursos o la migración, la tensión geopolítica, los riesgos impulsados por la naturaleza o el aumento del nivel del mar.

Un documento del Banco Mundial de 2020 estimó que entre 32 y 132 millones de personas más caerán en condición de pobreza extrema en 2030 producto del cambio climático. El ciclo de la pobreza exacerba los posibles impactos negativos del cambio climático. Este fenómeno se define cuando las familias pobres quedan atrapadas en la pobreza durante al menos tres generaciones, tienen acceso limitado o nulo a los recursos y se encuentran en desventaja para romper ese ciclo. Así, por ejemplo, mientras que en los países ricos enfrentar el cambio climático se ha centrado en gran medida una cuestión de lidiar con la alteración en la duración de las estaciones, para quienes viven en la pobreza, los desastres relacionados con el clima, las malas cosechas o incluso la enfermedad de un familiar pueden suponer un choque económico devastador.
Además de estos choques económicos, la generalización dehambrunas, sequías y posibles crisis humanitarias podrían afectar a toda una nación. Los altos niveles de pobreza y los bajos niveles de desarrollo humano limitan la capacidad de los hogares más pobres para gestionar adecuadamente los riesgos climáticos. Con acceso limitado a seguros formales, bajos ingresos y activos escasos, los hogares más pobres tienen que lidiar con choques relacionados con el clima en condiciones muy restrictivas. Además, los hogares más pobres se ven gravemente afectados por los choques ambientales debido a la falta de apoyo posterior por parte de amigos y familiares, del sistema financiero y de las redes de seguridad social.

### Relación con el racismo ambiental
A medida que el clima global ha cambiado progresivamente durante las últimas décadas, ha chocado con el racismo ambiental. La superposición de ambos fenómenos ha afectado de manera desproporcionada a diferentes comunidades y poblaciones en todo el mundo debido a las disparidades en el estatus socioeconómico.
Los impactos del racismo ambiental debido al cambio climático se hacen particularmente evidentes durante los desastres climáticos. Tras la ola de calor de Chicago de 1995, los académicos analizaron los efectos del racismo ambiental en la desigual tasa de mortalidad entre razas durante la crisis. Los impactos directos de este fenómeno se pueden observar a través de la falta de advertencia adecuada y el fracaso en utilizar centros de enfriamiento preexistentes que perjudicaron a los grupos empobrecidos y causaron efectos particularmente devastadores en las áreas más pobres de Chicago. Las personas más pobres son más susceptibles a los daños causados por el cambio climático porque tienen menos acceso a recursos que les ayuden a recuperarse de los desastres naturales. Con el aumento dramático del número de desastres climáticos en los últimos 50 años, los impactos del racismo ambiental han aumentado, a la vez que han crecido los movimientos sociales que exigen justicia ambiental.

## Reversión del desarrollo
El cambio climático tiene un alcance global y puede revertir el desarrollo en algunas áreas de las siguientes maneras.

### Producción agrícola y seguridad alimentaria

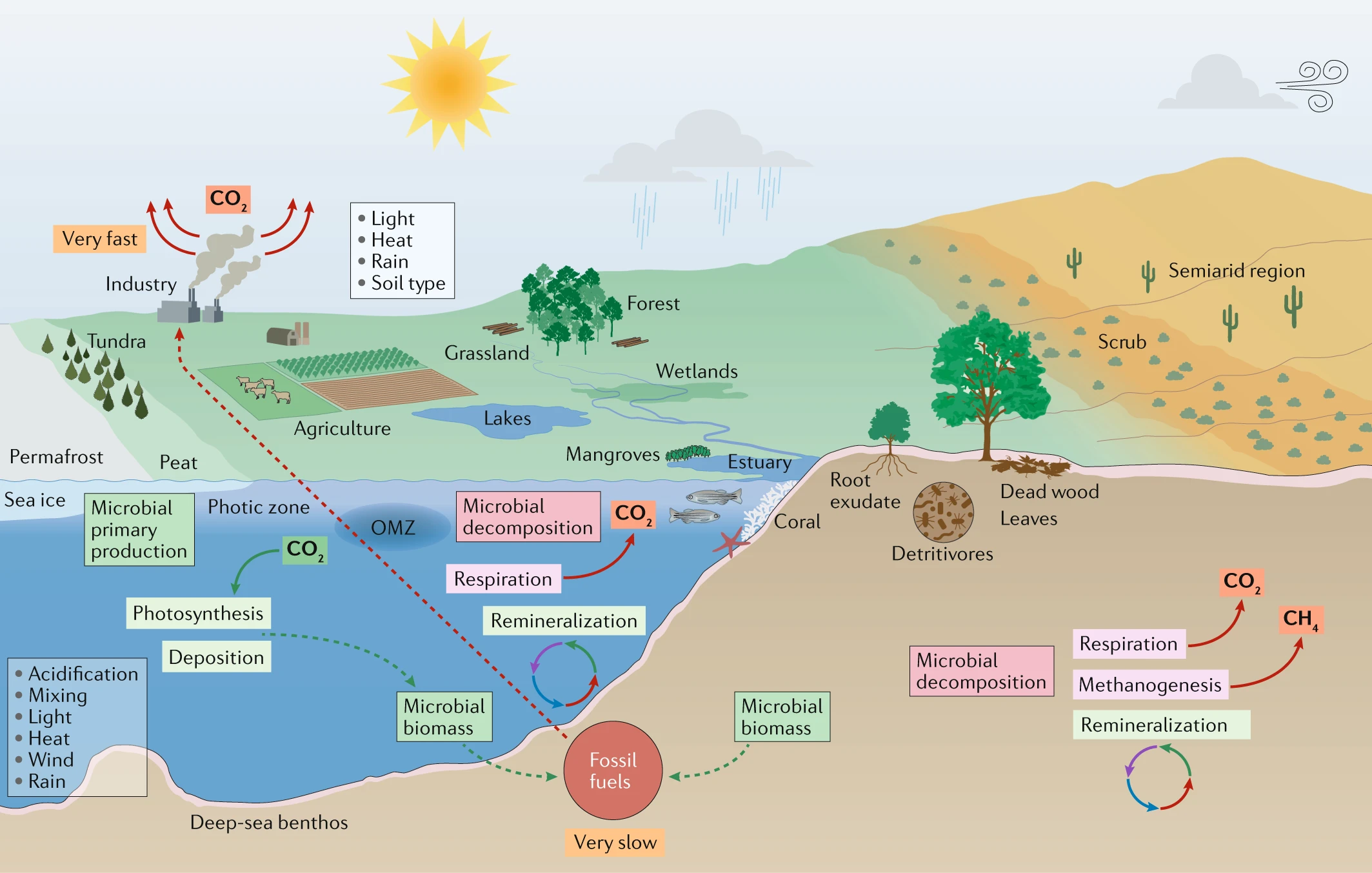
Microorganismos y cambio climático

Se han realizado numerosas investigaciones que comparan los procesos interrelacionados del cambio climático en la agricultura. El cambio climático afecta las precipitaciones, la temperatura y la disponibilidad de agua para la agricultura en zonas vulnerables, así como la productividad de la tierra, las prácticas agrícolas, los efectos ambientales y la distribución del espacio rural. Los fenómenos extremos como sequías, enfermedades y plagas se verán gravemente afectados, lo que provocará un aumento de los precios de los alimentos del 3% al 84% para el año 2050. El número adicional de personas afectadas por la desnutrición podría ascender a 600 millones en 2080. Asimismo, el cambio climático podría empeorar la prevalencia del hambre a través de efectos negativos directos sobre la producción e impactos indirectos sobre el poder adquisitivo.

### Inseguridad hídrica
De los 3 mil millones de personas más que habitarán en todo el planeta hacia mediados del siglo XXI, la mayoría nacerá en países que ya sufren escasez de agua. A medida que el clima terrestre se calienta, se verán afectados los cambios en la naturaleza de las precipitaciones globales, la evaporación, la nieve y los flujos de escorrentía. Las fuentes de agua segura son esenciales para la supervivencia dentro de una comunidad. Las manifestaciones de la crisis hídrica proyectada incluyen el acceso inadecuado al agua potable para aproximadamente 884 millones de personas, así como el acceso inadecuado al agua para saneamiento y eliminación de agua para 2.500 millones de personas. A medida que las aguas se calientan, aumenta el crecimiento de algas peligrosas y otras bacterias, que contaminan el agua y los productos acuícolas.

### Aumento del nivel del mar y exposición a desastres climáticos
Los niveles del mar podrían aumentar rápidamente con la acelerada desintegración de las capas de hielo. El aumento de la temperatura global de 3 a 4 grados C podría provocar que 330 millones de personas queden desplazadas de forma permanente o temporal por inundaciones. El calentamiento de los mares también provocará tormentas tropicales más intensas. La destrucción de los paisajes costeros agrava el daño causado por este aumento de tormentas. Se han eliminado humedales, bosques y manglares para el desarrollo urbanístico. Estas características generalmente retardan la escorrentía y las marejadas ciclónicas, y evitan que las inundaciones arrastren escombros. El desarrollo sobre estas áreas ha aumentado el poder destructivo de las inundaciones y hace que los propietarios sean más susceptibles a fenómenos climáticos extremos. Las inundaciones provocan el riesgo de inmersión de tierras en zonas costeras en áreas pobres densamente pobladas, como Alejandría y Puerto Said en Egipto, Lagos y Port Harcourt en Nigeria, y Cotonú en Benín. En algunas zonas, como las propiedades costeras, los precios inmobiliarios aumentan debido al acceso al océano y la escasez de viviendas, en parte causada por las casas destruidas durante las tormentas. Los propietarios ricos tienen más recursos para reconstruir sus casas y tienen mayor seguridad laboral, lo que los alienta a permanecer en sus comunidades después de eventos climáticos extremos. Las zonas altamente inestables, como las laderas y las regiones en deltas fluviales, se venden a familias de menores ingresos a un precio más barato. Después de fenómenos climáticos extremos, las personas empobrecidas tienen dificultades para encontrar o mantener un empleo y reconstruir sus hogares. Estos desafíos obligan a muchos a mudarse en busca de oportunidades laborales y de vivienda.

### Ecosistemas y biodiversidad

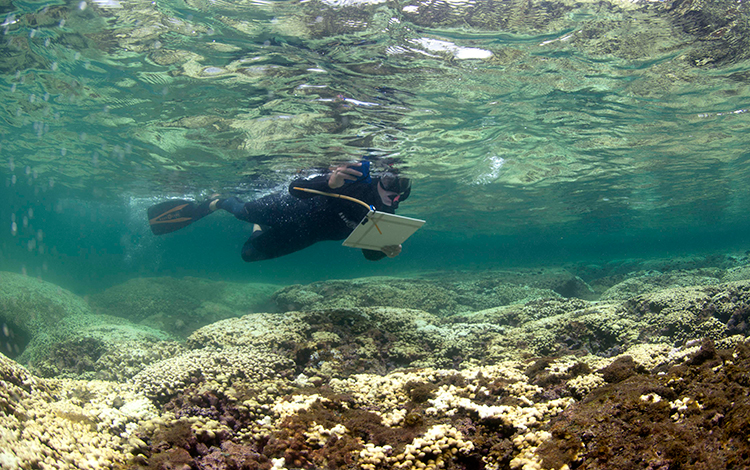
Blanqueo de los arrecifes de coral en Hawái

El cambio climático ya está transformando los ecosistemas. Aproximadamente la mitad de los sistemas de arrecifes de coral del mundo han sufrido blanqueo como resultado del aumento de la temperatura marina. Además, las presiones humanas directas que podrían experimentarse incluyen sobrepesca, que podría conducir al agotamiento de los recursos, la contaminación de nutrientes y productos químicos, y malas prácticas de uso de la tierra, como la deforestación y el dragado. Además, el cambio climático puede aumentar la cantidad de tierras cultivables en regiones de altas latitudes al reducir la cantidad de tierras congeladas.

### Salud humana
Un efecto directo es el aumento de enfermedades y muertes relacionadas con la temperatura, relacionadas con las olas de calor prolongadas y la humedad. El cambio climático también podría cambiar la distribución geográfica de las enfermedades transmitidas por vectores, específicamente por mosquitos, como la malaria y el dengue, exponiendo a nuevas poblaciones a estas enfermedades. Dado que el cambio climático afecta los ingredientes esenciales para mantener una buena salud: aire y agua limpios, alimentos suficientes y refugio adecuado, los efectos podrían ser generalizados y penetrantes. El informe de la Comisión de la OMS sobre Determinantes Sociales de la Salud señala que las comunidades desfavorecidas probablemente soporten una parte desproporcionada de la carga del cambio climático debido a su mayor exposición y vulnerabilidad a las amenazas para la salud. Más del 90% de las muertes por malaria y diarrea son causadas por niños de 5 años o menos, principalmente en países en desarrollo. Otros grupos de población gravemente afectados incluyen a mujeres, ancianos y personas que viven en pequeños estados insulares en desarrollo y otras regiones costeras, megaciudades o zonas montañosas.

### Derechos humanos y democracia
En junio de 2019, el relator especial de las Naciones Unidas, Philip Alston, advirtió sobre un «apartheid climático» en el que los ricos pagan para escapar de los efectos del cambio climático mientras el resto del mundo sufre, lo que podría socavar derechos humanos básicos, la democracia y el estado de derecho. Cuando el huracán Sandy azotó la ciudad de Nueva York en 2012, relata, la mayoría de los habitantes se quedaron sin electricidad, mientras que la casa matriz del banco Goldman Sachs contaba con un generador privado y protección gracias a «decenas de miles de sus propios sacos de arena».
Un enfoque que actualmente se está intentando establecer combinando los derechos humanos con los efectos del cambio climático es una ley EBDH. Una ley EBDH es la adopción de un enfoque basado en los derechos humanos (EBDH) para abordar el cambio climático, desde una perspectiva tanto legal como política. Este enfoque es una iniciativa creada por las generaciones más jóvenes que se están preparando para futuros incidentes de cambio climático que potencialmente podrían afectar a las generaciones futuras.

## Impactos en la seguridad humana
El concepto de seguridad humana y los efectos que el cambio climático puede tener sobre ella adquirirán cada vez mayor importancia a medida que sus efectos se hagan más evidentes. Existe la posibilidad de que se produzca el fin de la economía petrolera para muchas naciones productoras y consumidoras, una posible crisis financiera y económica, una mayor población humana y una humanidad mucho más urbanizada, muy superior al 50% que vive ahora en ciudades pequeñas o muy grandes. Todos estos procesos irán acompañados de una redistribución de la población a nivel nacional e internacional.  Estas redistribuciones suelen tener dimensiones de género significativas; por ejemplo, los impactos de eventos extremos pueden llevar a la emigración de los hombres en busca de trabajo, lo que culmina en un aumento de los hogares encabezados por mujeres, un grupo que a menudo se considera particularmente vulnerable. De hecho, los efectos del cambio climático sobre las mujeres y los niños empobrecidos son cruciales porque las mujeres y los niños, en particular, tienen capacidades humanas desiguales. Se estima que un ejemplo de una tendencia prevista denominada "La Gran Migración" afectará a millones de estadounidenses en el año 2070. Debido a los impactos del cambio climático, millones de personas se verán obligadas a reubicarse. Para dar cabida a esta Gran Migración, Estados Unidos necesitará entre 25 y 30 millones de nuevas unidades habitacionales; si no se construyen estas nuevas viviendas aumentará la privación material y la pobreza.

## Impactos en la infraestructura
Los efectos potenciales del cambio climático y la seguridad de la infraestructura tendrán el efecto más directo en el ciclo de pobreza. Las áreas de efectos de infraestructura incluirán sistemas de agua, viviendas y asentamientos, redes de transporte, servicios públicos e industria. Los diseñadores de infraestructura pueden contribuir en tres áreas para mejorar el entorno vital de las personas más pobres: en el diseño de edificios, en la planificación y el diseño de asentamientos, así como en la planificación urbana.
El Consejo Nacional de Investigación ha identificado cinco cambios climáticos de particular importancia para la infraestructura y factores que deberían tenerse en cuenta al diseñar estructuras futuras. Estos factores incluyen aumentos en los días muy calurosos y las olas de calor, aumentos en las temperaturas del Ártico, aumento del nivel del mar, aumentos en los eventos de precipitaciones intensas y aumentos en la intensidad de los huracanes. Las olas de calor afectan a las comunidades que viven en zonas tradicionalmente más frías porque muchas de las casas no están equipadas con unidades de aire acondicionado. El aumento del nivel del mar puede ser devastador para los países pobres situados cerca del océano y en las regiones del delta, que sufren daños cada vez más abrumadores por las tormentas. En algunas partes de los países del Caribe oriental, casi el 60% de las viviendas se construyeron sin ninguna norma constructiva. Muchas de estas poblaciones en peligro también se ven afectadas por el aumento de las inundaciones en lugares que carecen de drenajes adecuados. En 1998, cerca de 200 millones de personas se vieron afectadas por las inundaciones en el valle del río Yangtzé de China; y en 2010, las inundaciones en Pakistán afectaron a 20 millones de personas. Estos problemas se agravan para las personas que viven en zonas de menores ingresos y que están obligadas a mudarse a un ritmo mayor que otros grupos económicos.
En zonas donde prevalece la pobreza y la infraestructura está subdesarrollada, el cambio climático produce una amenaza crítica para el desarrollo futuro de ese país. Los informes de un estudio realizado en diez países con diferentes geografías y economías muestran cómo nueve de cada diez países revelaron una incapacidad para desarrollar infraestructuras y su costoso mantenimiento debido a la influencia del cambio climático y sus costos.

## Soluciones propuestas

### Esfuerzos de adaptación
La adaptación al cambio climático implica acciones para tolerar los efectos del calentamiento global. La investigación colaborativa del Instituto de Estudios del Desarrollo establece vínculos entre la adaptación y la pobreza para ayudar a desarrollar una agenda de adaptación en favor de los pobres que pueda informar la reducción de la pobreza resiliente al clima. La adaptación al cambio climático será ineficaz e inequitativa si no aprende y se basa en la comprensión de la naturaleza multidimensional y diferenciada de la pobreza y la vulnerabilidad.  Los países más pobres tienden a verse más gravemente afectados por el cambio climático, pero tienen menos recursos y capacidades para adaptarse.  Este efecto se puede observar comparando los resultados entre Bangladés y Estados Unidos luego de dos tormentas severas. En Estados Unidos, el huracán Andrew mató a 23 personas al tocar tierra en 1992; sin embargo, un año antes, en Bangladés, un ciclón tropical mató a aproximadamente 100.000 personas. Bangladés, al tener una población más pobre, estaba menos preparado para la tormenta y el país carecía de los sistemas de pronóstico meteorológico necesarios para predecir los fenómenos meteorológicos. Tras la tormenta, Bangladés necesitó ayuda de la comunidad internacional porque no contaba con los fondos necesarios para recuperarse. A medida que eventos como estos aumentan en frecuencia y gravedad, se necesita un enfoque más proactivo. Esto ha dado lugar a más actividades para integrar la adaptación en los programas de desarrollo y reducción de la pobreza. El surgimiento de la adaptación como una cuestión de desarrollo se ha visto influenciado por las preocupaciones en torno a minimizar las amenazas al progreso en la reducción de la pobreza, en particular los Objetivos de Desarrollo del Milenio, y por la injusticia de los impactos que más sufren quienes menos han contribuido al problema, enmarcando la adaptación como una cuestión de equidad y derechos humanos.
Otras soluciones incluyen aumentar el acceso a atención sanitaria de calidad para los pobres y las personas de color, planificar la preparación para los efectos de isla de calor urbana, identificar los barrios con mayor probabilidad de verse afectados, invertir en investigación sobre combustibles y energías alternativas y medir los resultados de los impactos de las políticas públicas.
Sin embargo, las principales dificultades que plantea la política sobre cambio climático son el calendario de retorno de la inversión y los dispares costos para los países. Para controlar el precio del carbono, los países más ricos tendrían que otorgar grandes préstamos a los países más pobres, y el retorno potencial de la inversión tardaría generaciones.